# Teatro Universidad de Concepción
Teatro Universidad de Concepción este un teatru situat în orașul Concepción, Chile. Spațiul este administrată de Universidad de Concepción. Actualul Teatru a fost construit în 1963. Teatrul are 1.122 locuri.